# Ordine dei fratelli di Betlemme
L'Ordine dei Fratelli di Betlemme, o betlemiti (in latino Ordo Fratrum Bethlemitarum, in spagnolo Orden de los Hermanos de Bélen; sigla O.F.B.) è un istituto religioso maschile di diritto pontificio.

## Storia

### Origini

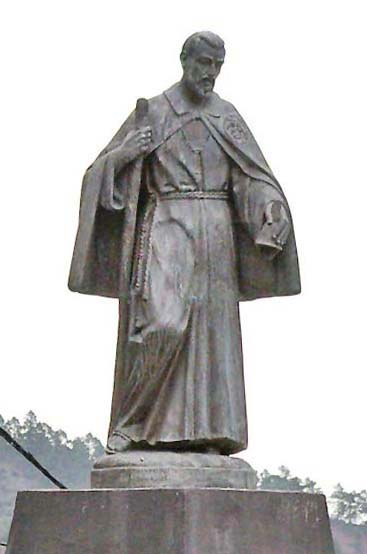
Pietro di San Giuseppe de Béthencourt, iniziatore dell'ordine betlemita

Le origini della congregazione risalgono all'opera iniziata a Guatemala da Pietro di San Giuseppe de Béthencourt: di modeste origini, nel 1649 lasciò la natia Tenerife per le Americhe e nel 1655 entrò nel terz'ordine francescano.
Nel 1658 Pietro di San Giuseppe acquistò un modesto edificio. Nelle ore diurne la casa serviva da scuola per fanciulli e fanciulle, durante la notte serviva da ricovero per poveri, malati e forestieri, soprattutto studenti e sacerdoti. Per il servizio nell'opera, Béthencourt riunì una comunità di terziari francescani; l'opera fu posta sotto la protezione di Nostra Signora di Betlemme, la cui immagine era custodita nella casa.
L'opera conobbe una rapida fioritura e presto Pietro di San Giuseppe progettò l'erezione di un grande ospedale per convalescenti: Payo Enríquez de Rivera, vescovo di Santiago di Guatemala, concesse subito la sua approvazione e nel 1667 uno dei collaboratori di Béthencourt partì per la Spagna per ottenere la licenza del sovrano. L'approvazione regia giunse il 2 maggio 1667, pochi giorni dopo la morte di Béthencourt.

### Nascita dell'ordine
I reali fondatori dell'ordine furono tre discepoli di Pietro di San Giuseppe: Rodrigo della Croce, Agostino di San Giuseppe e Francesco della Trinità. Lasciato il terz'ordine francescano e adottato un nuovo abito, il 15 ottobre 1667 si presentarono dal vescovo Payo Enríquez de Rivera per ottenere l'approvazione della loro forma di vita e il 25 gennaio 1668 i tre emisero i voti di obbedienza e ospitalità nelle mani del decano della cattedrale di Guatemala.
Il primo superiore della comunità, che portò inizialmente il titolo di "fratello maggiore" e poi quello di "prefetto generale", fu Rodrigo della Croce, che resse la compagnia fino al 1716 e sotto il cui governo i betlemiti raggiunsero il pieno sviluppo giuridico: il 2 maggio 1672 papa Clemente X approvò i loro primi statuti e il 26 marzo 1687 papa Innocenzo XI eresse la compagnia in congregazione religiosa, assegnandole la regola di sant'Agostino; il 28 maggio 1707 e il 3 aprile 1710 papa Clemente XI eresse la congregazione in ordine regolare, estendendogli i privilegi degli ordini mendicanti e dei chierici ospedalieri.

### Caratteristiche
Oltre ai tre voti comuni a tutti i religiosi (povertà, obbedienza e castità), i betlemiti pronunciavano quello di ospitalità, che li obbligava all'assistenza agli ammalati poveri, anche non cattolici e se affetti da malattie contagiose. Il loro abito era un saio di panno grigio-bruno, cappa con cappuccio, cintura di cuoio, corona del rosario e placca con l'immagine della Natività cucita alla cappa.
In origine i betlemiti erano tutti laici, ma nel capitolo generale celebrato a Lima nel 1721 si concesse a ogni comunità la facoltà di fare ordinare fino a due sacerdoti: i candidati al sacerdozio dovevano essere betlemiti da almeno dieci anni e, dopo l'ordinazione, sarebbero stati esclusi dagli uffici più importanti.
L'ordine conobbe una rapida diffusione: nel 1721 i religiosi betlemiti erano 253 possedevano 21 ospedali (10 in Messico e 11 in Perù). Fuori dalle Americhe, i betlemiti fondarono case a Roma e Tenerife.

### Soppressione e restaurazione
Nel XIX secolo l'ospedale betlemita di Nuova Guatemala divenne un centro attivo dell'emancipazione americana. Anche a causa dell'appoggio dei religiosi alle istanze indipendentiste dei possedimenti spagnoli in America, le Cortes di Cadice soppressero i betlemiti con i decreti del 27 maggio e del 25 ottobre 1820, intimati al prefetto generale dell'ordine nel febbraio 1821.
Il ramo femminile delle betlemite sopravvisse alla soppressione e conobbe una nuova fioritura sotto la guida di Encarnación Rosal, che restaurò la tradizione ospedaliera della sua congregazione.
Il 16 gennaio 1984 il ramo maschile dell'ordine fu restaurato con decreto della Santa Sede; la prima professione dei voti si ebbe il 25 aprile 1986.
Il fondatore, beatificato nel 1980, fu proclamato santo da papa Giovanni Paolo II il 30 luglio 2002.

## Attività e diffusione
Lo scopo dei religiosi betlemiti è l'esercizio delle opere di misericordia, specialmente a favore di malati e convalescenti.
La sede generalizia è a San Cristóbal de La Laguna, sull'isola di Tenerife.
Nel 2007 l'ordine contava la sola comunità di La Laguna e 17 frati.